# Hans Gregor (Lebensreformer)
Harri Hans Gregor (* 1897 in Schweidnitz; † 1935 in Sobernheim) war ein deutscher Lebensreformer und Funktionär der Reformhaus-Bewegung.

## Leben
Gregor war ein schwächliches Kind, das die Volksschule besuchte. Im Ersten Weltkrieg war er untauglich. 1919/20 fand er Anschluss an die lebensreformerische Carl-Huter-Bewegung. Seine Kenntnisse erwarb er autodidaktisch. In der „Vereinigung Deutscher Reformhäuser e.V.“, die 1925 gegründet und 1930 zur „Neuform. Vereinigung Deutscher Reformhäuser“ erweitert wurde, war er Schriftleiter der Zeitschrift „Das Reformhaus“ (später „Reform-Rundschau“). Eine Fachschule für das Verkaufspersonal mit Beratungsschulung gab es seit 1932 im Sanatorium von Karl Strünckmann in Blankenburg (Harz), die 1933 nach Sobernheim umzog. Gregor wurde ihr Leiter bis zu seinem Tod. Gregor gehörte 1932 zur Volkskonservativen Vereinigung, ab 1933 zum Führerrat der „Deutschen Gesellschaft für Lebensreform“. 1935 starb er an einer Hirnhautentzündung. Die Beerdigung in Frankfurt am Main, wo er lange im Reformhaus Freya gearbeitet hatte, versammelte viele Lebensreformer, die ihn als Führungsfigur verehrten. Zu seinem Gedenken wurde 1955 eine Gedächtnisfeier am Grab veranstaltet.

## Schriften
- mit Werner Altpeter: Die neue Ernährungslehre, Frankfurt am Main 1930
- Leitfaden zur Reformhaushaltung 1928
- Neuzeitliche Gesundkost : Ein Handbuch zur täglichen Anwendung d. neuen Ernährungslehre. Mit einem Vorwort von Otto Buchinger, Falken, Berlin 1934 (u.ö.)